# Geelstaartsikkelsnavel
De geelstaartsikkelsnavel (Drepanornis albertisi) is een zangvogel uit de familie Paradisaeidae (paradijsvogels).

## Verspreiding en leefgebied
Deze soort is endemisch in Nieuw-Guinea en telt drie ondersoorten:
- D. a. albertisi: noordwestelijk Nieuw-Guinea.
- D. a. cervinicauda: westelijk-centraal en zuidoostelijk Nieuw-Guinea.
- D. a. geisleri: Huon-schiereiland.

## Status
De grootte van de populatie is niet gekwantificeerd maar de soort wordt omschreven als schaars. Op de Rode lijst van de IUCN heeft deze soort de status niet bedreigd.